# Natação no Campeonato Europeu de Esportes Aquáticos de 2018 - 200 m peito feminino
A prova dos 200 metros peito feminino da natação no Campeonato Europeu de Esportes Aquáticos de 2018 ocorreu nos dias 6 e 7 de agosto no Tollcross International Swimming Centre, em Glasgow no Reino Unido. 

## Calendário
| Fase          | Data        | Hora  |
| ------------- | ----------- | ----- |
| Eliminatórias | 6 de agosto | 09:53 |
| Semifinal     | 6 de agosto | 17:30 |
| Final         | 7 de agosto | 17:25 |

Todos os horários estão no horário local (UTC+0)

## Recordes
Antes desta competição, os recordes eram os seguintes:
|                       | Nadadora              | Tempo   | Local     | Data                 |
| --------------------- | --------------------- | ------- | --------- | -------------------- |
| Recorde mundial       | Rikke Møller Pedersen | 2:19.11 | Barcelona | 28 de julho de 2013  |
| Recorde europeu       | Rikke Møller Pedersen | 2:19.11 | Barcelona | 28 de julho de 2013  |
| Recorde do campeonato | Rikke Møller Pedersen | 2:19.84 | Berlim    | 22 de agosto de 2014 |

## Medalhistas
| Ouro                  | Prata              | Bronze              |
| Yuliya Yefimova (RUS) | Jessica Vall (ESP) | Molly Renshaw (GBR) |

## Resultados

### Eliminatórias
Esses foram os resultados das eliminatórias. 
| Pos. | Bateria | Raia | Nadadora                | Nacionalidade | Tempo   | Notas |
| ---- | ------- | ---- | ----------------------- | ------------- | ------- | ----- |
| 1    | 4       | 3    | Rikke Møller Pedersen   | Dinamarca     | 2:25.73 | Q     |
| 2    | 3       | 7    | Thea Blomsterberg       | Dinamarca     | 2:25.98 | Q     |
| 3    | 4       | 5    | Marina García Urzainqui | Espanha       | 2:26.01 | Q     |
| 4    | 2       | 5    | Vitalina Simonova       | Rússia        | 2:26.82 | Q     |
| 5    | 3       | 4    | Molly Renshaw           | Reino Unido   | 2:26.88 | Q     |
| 6    | 2       | 4    | Jessica Vall            | Espanha       | 2:26.94 | Q     |
| 7    | 4       | 8    | Victoria Kaminskaya     | Portugal      | 2:27.34 | Q     |
| 8    | 3       | 5    | Chloé Tutton            | Reino Unido   | 2:27.37 | Q     |
| 9    | 4       | 4    | Yuliya Yefimova         | Rússia        | 2:27.66 | Q     |
| 10   | 3       | 3    | Jessica Steiger         | Alemanha      | 2:27.71 | Q     |
| 11   | 3       | 6    | Francesca Fangio        | Itália        | 2:27.77 | Q     |
| 12   | 2       | 8    | Anna Wermuth            | Dinamarca     | 2:27.78 |       |
| 13   | 2       | 7    | Lisa Mamie              | Suíça         | 2:27.80 | Q     |
| 14   | 2       | 3    | Fanny Lecluyse          | Bélgica       | 2:28.77 | Q     |
| 15   | 3       | 2    | Fanny Deberghes         | França        | 2:29.07 | Q     |
| 16   | 4       | 6    | Viktoriya Zeynep Güneş  | Turquia       | 2:29.33 | Q     |
| 17   | 2       | 2    | Anna Pirovano           | Itália        | 2:29.46 | Q     |
| 18   | 3       | 1    | Stina Colleou           | Noruega       | 2:29.58 |       |
| 19   | 4       | 9    | Weronika Hallmann       | Polónia       | 2:29.59 |       |
| 20   | 2       | 1    | Raquel Pereira          | Portugal      | 2:30.05 |       |
| 21   | 4       | 1    | Sophie Hansson          | Suécia        | 2:31.05 |       |
| 22   | 4       | 2    | Kotryna Teterevkova     | Lituânia      | 2:31.31 |       |
| 23   | 1       | 3    | Maria Romanjuk          | Estónia       | 2:31.64 |       |
| 24   | 3       | 8    | Anastasia Gorbenko      | Israel        | 2:31.70 |       |
| 25   | 3       | 9    | Sara Staudinger         | Suíça         | 2:32.04 |       |
| 26   | 1       | 2    | Alina Zmushka           | Bielorrússia  | 2:32.13 |       |
| 27   | 4       | 7    | Jenna Laukkanen         | Finlândia     | 2:32.28 |       |
| 28   | 2       | 0    | Jessica Eriksson        | Suécia        | 2:32.41 |       |
| 29   | 4       | 0    | Tjaša Vozel             | Eslovênia     | 2:33.10 |       |
| 30   | 3       | 0    | Andrea Podmaníková      | Eslováquia    | 2:34.01 |       |
| 31   | 1       | 6    | Nikoleta Trníková       | Eslováquia    | 2:36.01 |       |
| 32   | 1       | 5    | Elena Guttiman          | Áustria       | 2:36.96 |       |
| 33   | 2       | 9    | Alexandra Schegoleva    | Chipre        | 2:38.65 |       |
| 34   | 1       | 4    | Lea Polonsky            | Israel        | 2:39.45 |       |
| 35   | 2       | 6    | Fantine Lesaffre        | França        | DNS     | DNS   |

### Semifinal
Esses foram os resultados das semifinais. 
Semifinal 1
| Pos. | Raia | Nadadora          | Nacionalidade | Tempo   | Notas |
| ---- | ---- | ----------------- | ------------- | ------- | ----- |
| 1    | 3    | Jessica Vall      | Espanha       | 2:25.94 | Q     |
| 2    | 6    | Chloé Tutton      | Reino Unido   | 2:26.62 | Q     |
| 3    | 2    | Jessica Steiger   | Alemanha      | 2:26.84 | Q     |
| 4    | 5    | Vitalina Simonova | Rússia        | 2:26.89 |       |
| 5    | 4    | Thea Blomsterberg | Dinamarca     | 2:27.29 |       |
| 6    | 1    | Fanny Deberghes   | França        | 2:28.16 |       |
| 7    | 8    | Anna Pirovano     | Itália        | 2:29.21 |       |
| 8    | 7    | Lisa Mamie        | Suíça         | 2:29.25 |       |

Semifinal 2
| Pos. | Raia | Nadadora                | Nacionalidade | Tempo   | Notas |
| ---- | ---- | ----------------------- | ------------- | ------- | ----- |
| 1    | 2    | Yuliya Yefimova         | Rússia        | 2:23.49 | Q     |
| 2    | 3    | Molly Renshaw           | Reino Unido   | 2:24.39 | Q     |
| 3    | 4    | Rikke Møller Pedersen   | Dinamarca     | 2:24.56 | Q     |
| 4    | 5    | Marina García Urzainqui | Espanha       | 2:24.67 | Q     |
| 5    | 1    | Fanny Lecluyse          | Bélgica       | 2:25.76 | Q     |
| 6    | 8    | Viktoriya Zeynep Güneş  | Turquia       | 2:27.14 |       |
| 7    | 6    | Victoria Kaminskaya     | Portugal      | 2:27.19 |       |
| 8    | 7    | Francesca Fangio        | Itália        | 2:28.52 |       |

### Final
Esse foi o resultado da final. 
| Pos.              | Raia | Nadadora                | Nacionalidade | Tempo   | Notas |
| ----------------- | ---- | ----------------------- | ------------- | ------- | ----- |
| Medalha de ouro   | 4    | Yuliya Yefimova         | Rússia        | 2:21.31 |       |
| Medalha de prata  | 7    | Jessica Vall            | Espanha       | 2:23.02 |       |
| Medalha de bronze | 3    | Molly Renshaw           | Reino Unido   | 2:23.43 |       |
| 4                 | 5    | Marina García Urzainqui | Espanha       | 2:23.63 |       |
| 5                 | 6    | Rikke Møller Pedersen   | Dinamarca     | 2:24.73 |       |
| 6                 | 2    | Fanny Lecluyse          | Bélgica       | 2:26.01 |       |
| 7                 | 8    | Jessica Steiger         | Alemanha      | 2:27.66 |       |
| —                 | 1    | Chloé Tutton            | Reino Unido   | DSQ     | DSQ   |

Legenda
| Recorde mundial       | Recorde mundial (World record)               |                       | Recorde africano                      | Recorde africano (African) |                                           | Q | Classificado por posição (Qualified) |
| Recorde do campeonato | Recorde do campeonato (Championship record)  | Recorde da América    | Recorde da América (Americas)         | q                          | Classificado por melhor tempo (Qualified) |   |                                      |
| Melhor marca do ano   | Melhor marca do ano (World leading)          | Recorde asiático      | Recorde asiático (Asian)              | DNS                        | Não largou (Did not start)                |   |                                      |
| Recorde nacional      | Recorde nacional (National record)           | Recorde europeu       | Recorde europeu (European)            | DNF                        | Não terminou (Did not finish)             |   |                                      |
| Recorde pessoal       | Recorde pessoal do atleta (Personal best)    | Recorde da Oceania    | Recorde da Oceania (Oceania)          | DSQ / DQ                   | Desclassificado (Disqualified)            |   |                                      |
| Recorde da temporada  | Recorde da temporada do atleta (Season best) | Recorde sul-americano | Recorde sul-americano (South America) | NM                         | Sem marca (No mark)                       |   |                                      |